# آرئویک پطروسیان
آرئویک هاملتی پتروسیان (ارمنی: Արևիկ Համլետի Պետրոսյան؛ زادهٔ ۹ دسامبر ۱۹۷۲) سیاستمدار و وکیل اهل ارمنستان است. وی نماینده مجلس ملی جمهوری ارمنستان بود.. وی عضو حزب ارمنستان شکوفا می‌باشد.

## زندگی‌نامه
وی در ۹ دسامبر ۱۹۷۲ در لنیناکان به دنیا آمد و از دانشگاه دولتی ایروان فارغ‌التحصیل گشت. 

## یادداشت
1. ↑  ՀՀ Ազգային ժողովի Մարդու իրավունքների պաշտպանության և հանրային հարցերի մշտական հանձնաժողովի նախագահ
2. ↑  ՀՀ Քաղաքացիական ծառայության խորհրդի նախագահի տեղակալ